# Las Grecas
Las Grecas est un duo espagnol de rumba et de flamenco-rock formé en 1973 par deux sœurs, Carmen Muñoz Barrull (plus connue comme Carmela, née à Valladolid le 19 juillet 1954) et Edelina Muñoz Barrull (plus connue comme Tina, née à Madrid le 17 février 1957 et morte à Aranjuez le 30 janvier 1995). 
Leur plus grand succès date de 1974 avec le single Te estoy amando locamente ("Je t'aime à la folie"), vendu à 500 000 copies.

## Albums
- 1974 : Gipsy Rock
- 1975 : Mucho más
- 1976 : Tercer álbum
- 1977 : Casta viva